# Frontiers in Pharmacology
Frontiers in Pharmacology (ISSN 1663-9812) is een internationaal collegiaal getoetst wetenschappelijk tijdschrift op het gebied van de farmacologie. Het is een open-accesstijdschrift, wat wil zeggen dat de inhoud voor iedereen gratis beschikbaar is, en het wordt alleen online uitgegeven. 
Het tijdschrift wordt uitgegeven door de Zwitserse uitgeverij Frontiers en is onderdeel van een getrapt systeem van tijdschriften: artikelen worden in eerste instantie gepubliceerd in een zeer gespecialiseerd subtijdschrift, en kunnen als ze veel gelezen worden "opstijgen" naar bredere tijdschriften. In dit systeem staat Frontiers in Pharmacology op de tweede trap.
De huidige hoofdredacteur is prof. Théophile Godfraind, emeritus hoogleraar aan de Université Catholique de Louvain.
Het eerste artikel in Frontiers in Pharmacology verscheen in april 2010.